# S.O.B. – Hollywoods letzter Heuler
S.O.B. - Hollywoods letzter Heuler ist eine US-amerikanische Filmsatire von Blake Edwards aus dem Jahr 1981. Edwards verarbeitete mit diesem „Film im Film“ über die Entstehung eines Blockbusters und die Zustände hinter den Kulissen einer großen Filmgesellschaft angeblich eigene Erfahrungen bei den Dreharbeiten zu seinem Film Darling Lili aus dem Jahr 1970.

## Handlung
Der neue Film des gefeierten Regisseurs Felix Farmer stellt sich als Flop heraus. Am Boden zerstört, unternimmt er einen erfolglosen Selbstmordversuch nach dem anderen, womit er seine Mitmenschen allerdings mehr gefährdet als sich selbst. Es kommt ihm die rettende Idee, sein braves Musical mit freizügigen Sexszenen aufzubessern. Seine Ehefrau, ein bislang „sauberer“ Star, soll ihren Busen entblößen. Der Film wird daraufhin ein Kassenschlager und alle profitieren davon – außer der Regisseur selbst. Nach einem Schuss aus der Waffe eines Wachmanns ist er tot, was die „Trauernden“ allerdings nicht davon abhält, den Verstorbenen für ihre Interessen zu missbrauchen. Es beginnt ein skurriler Wettbewerb um die Rechte an seiner Existenz.

## Kritik
„Blake Edwards blieb bei der Inszenierung der netten Story weit unter seinen Möglichkeiten: teils ironische, teils makabre, teils spekulative Pointen, von denen nur wenige wirklich zünden.“

## Hintergrund
Das Kürzel S.O.B. soll für „Standard Operational Bullshit“ stehen. - In der deutschen Version sagt der Schauspieler Robert Webber „Saublöde oberfaule Branchenscheiße“.
Der Film war sowohl für einen Golden Globe („Best Motion Picture - Comedy/Musical“, 1982) als auch für eine Goldene Himbeere („Schlechteste Regie“ und „Schlechtestes Drehbuch“) nominiert. Diese Ambivalenz machte auch der ausbleibende kommerzielle Erfolg deutlich. Obwohl der Film floppte, wird er von vielen Cineasten als Edwards’ bester Film und als eine der gelungensten Hollywood-Satiren angesehen.
In der Schweizer Fassung ist der Film laut den Angaben auf dem Cover um sieben Minuten gekürzt.